# Sobral
Sobral – miasto w północno-wschodniej Brazylii, w stanie Ceará, nad rzeką Acaraú.
Liczba mieszkańców w 2009 roku wynosiła 182 431 osób, w 2010 – 197 663.